# Кацарава, Рамаз Давидович
Рамаз Давидович Кацарава (груз. რამაზ დავითოვიჩი ქაცარავა; род. 15 сентября 1943) — советский и грузинский химик, доктор химических наук, профессор, академик Академии наук Грузии (2019; член-корреспондент с 2010). Лауреат Государственной премии Грузии (2021).

## Биография
Родился 15 сентября 1943 года в Тбилиси, Грузинской ССР.
С 1960 по 1966 год обучался в Грузинском политехническом институте. С 1966 по 1969 год обучался в аспирантуре Московского химико-технологического института имени Д. И. Менделеева.
С 1966 по 1970 год на научной работе в Институте физической и органической химии АН ГрузССР в качестве научного сотрудника. С 1970 по 1973 год на научной работе в Институте элементоорганических соединений АН СССР в качестве научного сотрудника. С 1974 по 1998 год на научно-исследовательской работе в Институте молекулярной биологии и биофизики АН ГрузССР — НАН Грузии в должностях: старший научный сотрудник и с 1986 по 1998 год — заведующий научно-исследовательской лаборатории.
С 1993 года на педагогической работе в Грузинском техническом университете в качестве профессора и с 1997 года — директор Исследовательского центра медицинской биотехнологии и биоинженерии этого университета. С 2009 по 2013 год — директор Института медицинских полимерных материалов. С 2013 года — директор
Института химии и молекулярной инженерии при Аграрном университете Грузии.

### Научно-педагогическая деятельность и вклад в науку
Основная научно-педагогическая деятельность Р. Д. Кацарава была связана с вопросами в области полимеров, в том числе гетерогенных полимеров, а так же  синтеза поликонденсатных методов создания и поликонденсации разработки.
В 1971 году защитил кандидатскую диссертацию по теме: «Синтез и исследование циклоцепных полимеров на основе полиаминоамидокислот», в 1988 году защитил докторскую диссертацию на соискание учёной степени доктор химических наук. В 1989 году ему присвоено учёное звание профессор. В 2010 году был избран член-корреспондентом, а в 2019 году — действительным членом НАН Грузии.  Р. Д. Кацарава было написано более четыреста пятидесяти научных работ, в том числе монографии, его работы опубликованы в ведущих журналах.

## Основные труды
- Synthesis of polyamides from bispentafluorophenyl esters of dicarbonic acids and diamines. Makromol.Chem. Rapid Comm. 1984, 5, 585-591.
- Heterochain polymers based on natural amino acids. Synthesis of polyamides on the base of bistrimethylsilyl lysine alkyl esters. Makromol.Chem. 186, 1985,  939-954.
- Synthesis of high-molecular-weight polysuccinamides by polycondesation of active succinates with diamines. Makromol.Chem. 1986 , 187, 2053-2062 .
- Synthesis of polyamides by active polycondensation. The structural and kinetical aspects of active esters aminolysis reactions. Acta Polymerica, 1988, 39,523-533.
- Advances and problems of active polycondensation. Russian Chem.Rev., British Library, 1991, 60, 722-737.
- Synthesis of polyureas by polycondensation of diamines with active derivatives of carbonic acid. Makromol. Chem., 1993, 194, 3209-3228.
- Heterochain polymers based on n -amino acids. Synthesis and enzymatic hydrolysis of regular poly(ester amide)s based on bis(L-phenylalanine) alkylene diesters and adipic acid. Macromol. Chem. Phys., 1994, 195, 2279-2289.
- Amino acid based bioanalogous polymers. -amino acid) alkylene diesters and aliphatic dicarboxylic acids. J.Polym.Sci.: Part A: Polym.Chem. 1999, 37, P.391-407.
- Synthesis and α-chymotrypsinolysis of regular poly(ester amides)s based on phenylalanine, diols and terephthalic acid. Polymer Sci. (Russia), Ser.A., 1999, 41, P.883-890.
- Amino acid based bioanalogous polymers. Synthesis and study of new regular poly(ester amides)s composed of hydrophobic α-amino acids and dianhydrohexitoles. J.Macromol. Sci.-Pure and Appl. Chem. 2000, 37(3), 215-227.[5]